# Meddőhányó

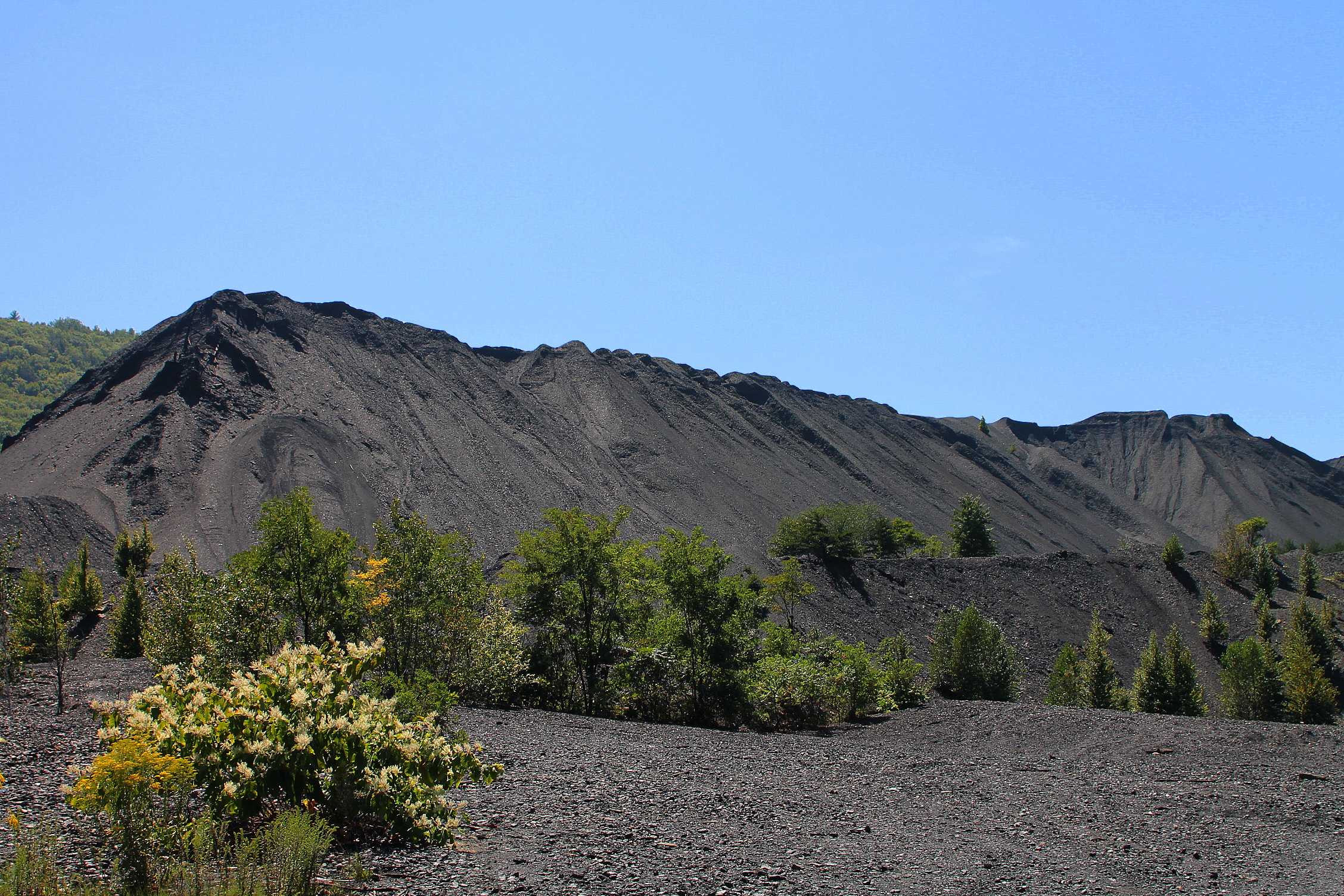
Meddőhányó Northumberland Megye, Pennsylvania

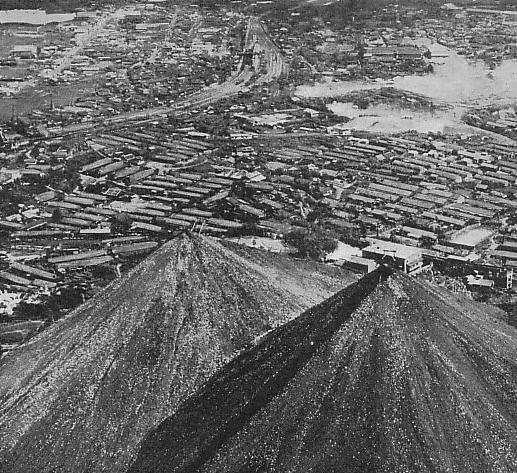
Meddőhányó a japán Iizuka városban az 1950-es években

A meddőhányó a szénre vagy ércekre irányuló bányászati tevékenység melléktermékeként, az értékes nyersanyagot fedő vagy tartalmazó, de a kitermelés szempontjából értéktelen kőzetanyag felhalmozásából keletkező domb, lerakat. Ezek a kőzethulladékok jellemzően palás kőzetek, valamint nyomokban szenet tartalmazó homokkövek és különféle más üledékek. Bár a meddőhányók nem salakból épülnek, egyes területeken salakhegynek hívják őket.
A folyók vagy tavak mederkotrása során kiemelt anyag neve is lehet (kotrási) meddő, de az épületek alapozásánál vagy alagútépítésnél kitermelt földre, kőzetanyagra is használhatják ezt a kifejezést. Az ilyen anyagok lehetnek tiszták - ez esetben talajjavításhoz is használhatók - vagy olyan szennyezettek is, hogy ártalmatlanításra szorulnak. A meddőt megkülönböztetjük a salak ipari mellékterméktől, ami az ércből marad az értékes összetevők kivonása után.

## Megjelenés

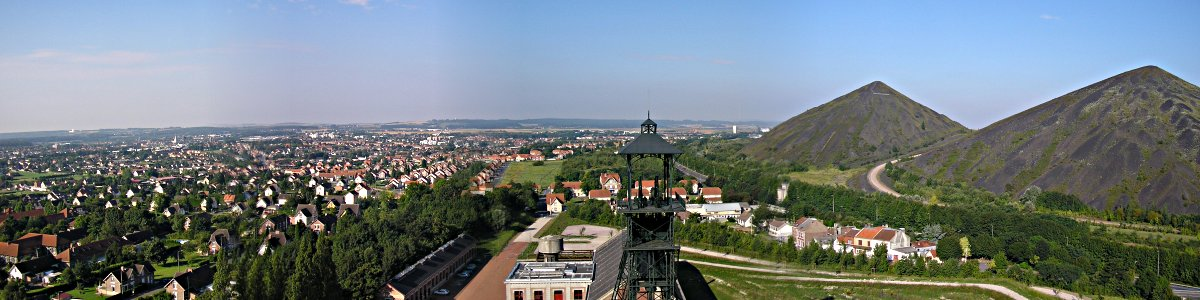
Európa két legnagyobb meddőhányója (184 és 182 m) Franciaországban az Écopôle 11/19 öko ipari park területén (Loos-en-Gohelle városa jobbra, Liévin balra) 2005

A meddőhányók lehetnek kúposak és tájidegen megjelenésűek, de laposabbak és lepusztultak is, különösen ha birtokba veszi őket az élővilág. A francia Loos-en-Gohelle-ben, Pas-de-Calais egykori bányászati zónájában található öt tökéletes kúp, melyből kettő a 180 métert is eléri, meghaladva Flandria legmagasabb csúcsát, a Mont Cassel-t.

## Környezeti hatások

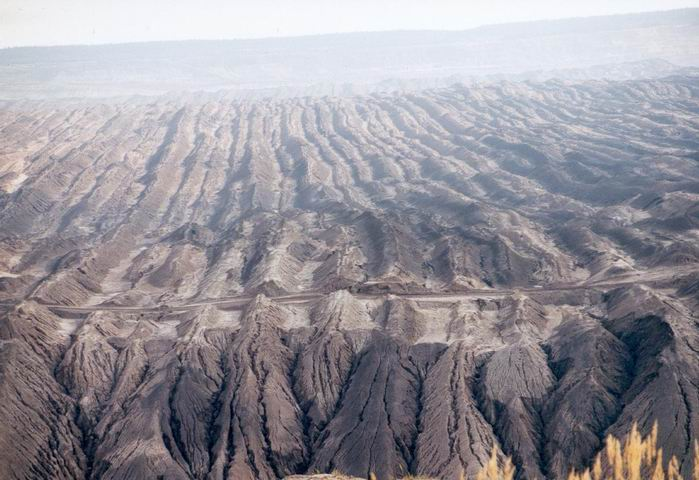
Jól kivehető erózió a külszíni fejtésből maradt lerakón, Großräschen, Németország

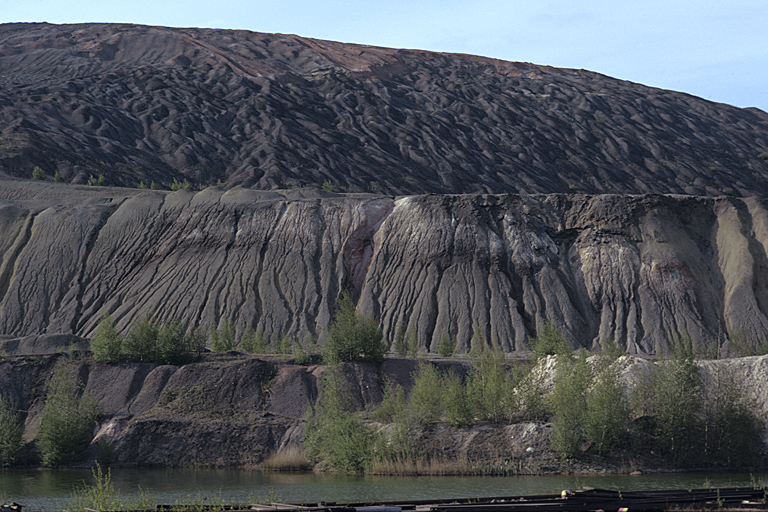
A svéd Kvarntorp-ban található Kvarntorpshögen nevű meddőhányón látható erózió a hetvenes években

A meddőhányók olykor több millió tonnásra nőnek és befejezésük után hatalmas kupacok maradnak, amik csapdába ejtve a napsugarakat felmelegedésükkel megnehezítik, hogy növények verjenek rajtuk gyökeret. Növényzet hiányában erózióra hajlamosak lesznek és lejtőik instabillá, veszélyessé válnak. Léteznek módszerek a meddőhányók újrazöldítésére, például geotextíliák alkalmazásával kordában tarthatják az eróziót, amíg oldalán talaj képződik és az egyszerűbb vegetáció (fű) megtelepszik rajta.
A meddőhányókból savas csurgalékvíz is folyhat, ami szennyezi a felszíni vizeket.

### Felszín alatti parázslás

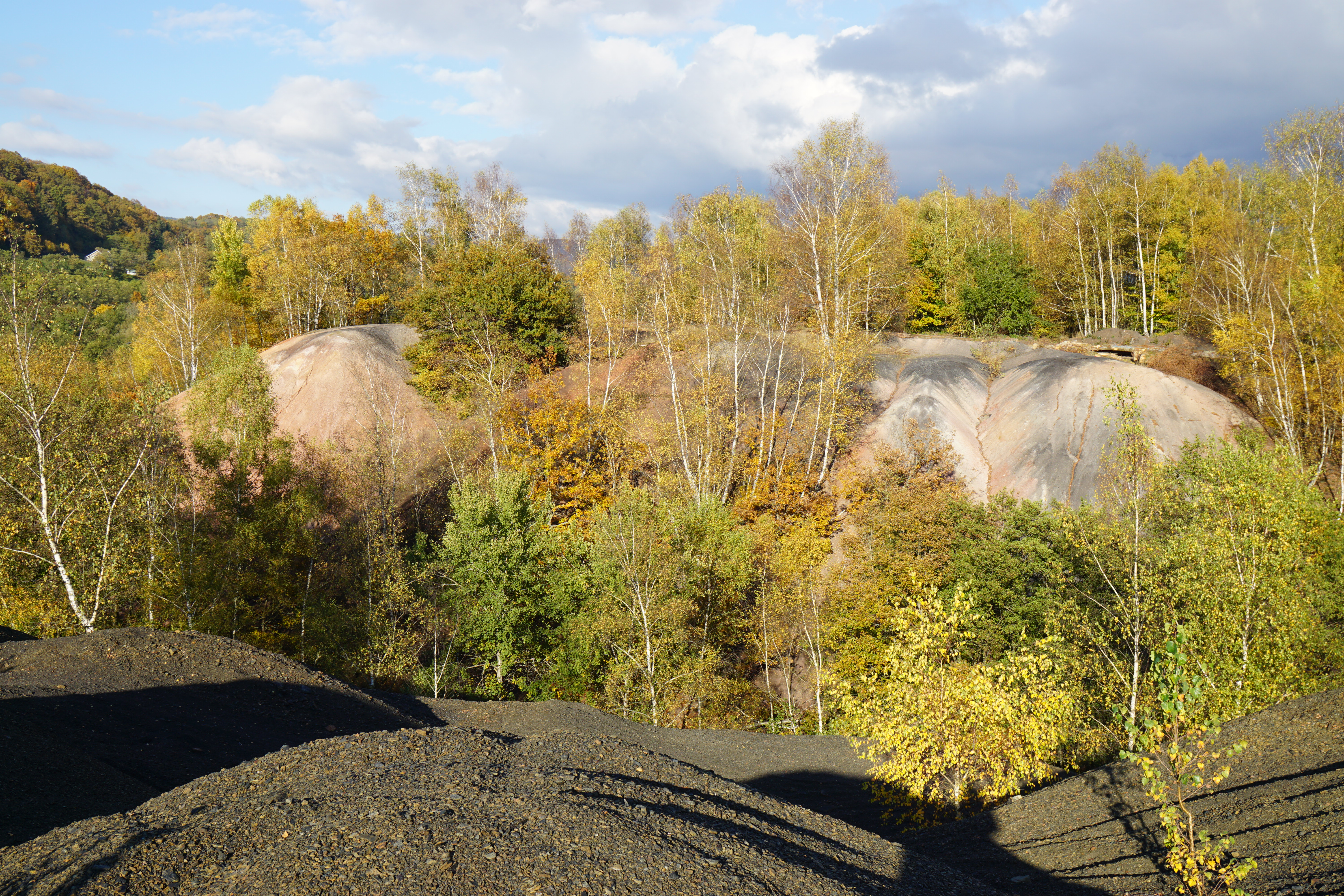
A Ronchamp szénbánya parázslástól vörösre színeződött meddőhányója

Bizonyos szénhidrogén-termelő iparágak meddőhányóiban magas százalékban lehetnek jelen szénhidrogének vagy akár szénpor is, amik spontán gyulladással parázslani kezdhetnek a hányó belsejében és ezt felszíni tüzek is kísérhetik. Egyes szénbányászati körzetekben az ilyen tüzeket természetesnek tartják és meg sem kísérlik eloltani őket. Ilyen tüzek követhetik a maradvány szénhidrogének lassú égését. Kioltásukhoz akár a domb teljes beburkolására is szükség lehet, ami műszaki és gazdasági okokból lehetetlen. Locsolni általában hatástalan, a víz befecskendezése pedig robbanást okozhat az általa szállított oxigén miatt.
Alacsony környezeti és egészségügyi kockázatuk miatt általában megvárják, hogy ezek a tüzek maguktól kihunyjanak, ami akár évtizedekig is eltarthat.

### Rézsűcsúszás
A meddőhányókon fennáll a rézsűcsúszás veszélye. Ennek egyik példája a walesi Aberfan katasztrófája, ahol 1966-ban 144 ember vesztette életét, köztük 116 iskolás korú gyermek, legtöbbjük 7-10 év közötti. Öt tanár is meghalt a balesetben.
2013 februárjában egy meddőhányó csuszamlása vasútvonalat rongált meg Scunthorpe és Doncaster között.

## Újrahasznosítás

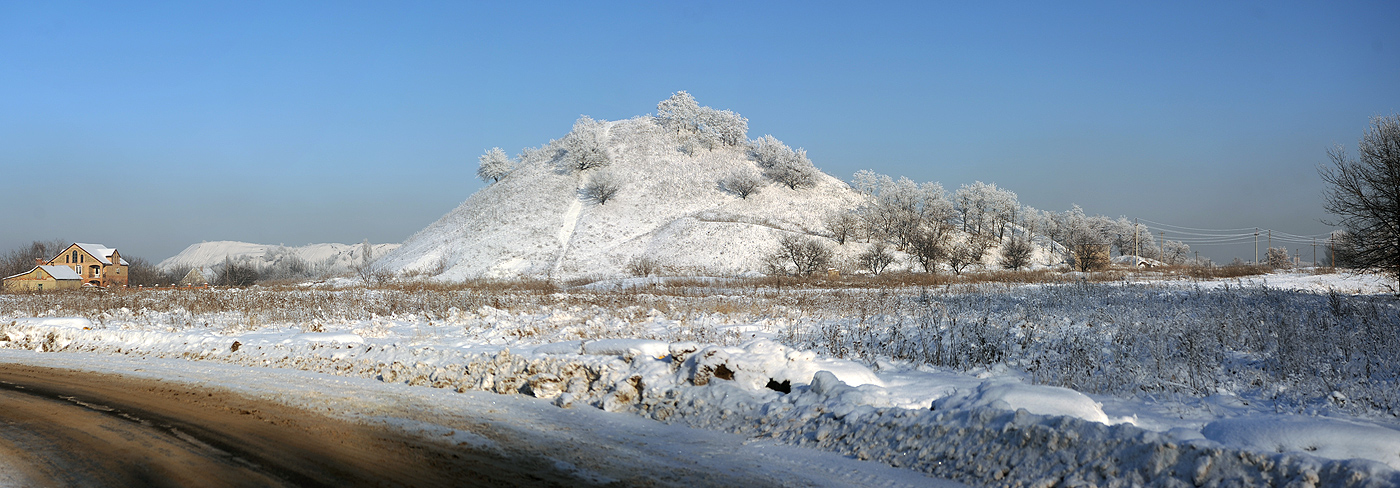
Meddőhányó télen az ukrán Doneck-ben. A természet visszahódítja a domblábat.

Számos módszer létezik a meddőhányók hasznosítására, beleértve geotechnikai vagy újrahasznosító módszereket is. Az öreg, építési célokra alkalmatlan meddőhányókat gyakran veszi birtokba a természet értékes zöldfelületeket hozva rajtuk létre. Nœux-les-Mines-nál mesterséges sípályát létesítettek a dombon. Ha a meddőben kellő mennyiségű nyersanyagmaradványt sejtenek, a hányó különféle eljárásokkal elszállítható további feldolgozásra.
A legöregebb szénalapú meddőhányók is tartalmazhatnak elegendő szenet egy spontán gyulladó lassú égéshez. Ez a palás kőzet üvegesedését (vitrifikáció) okozza, ami által a kőzet kellő mechanikai ellenálló képességre tesz szert ahhoz, hogy útépítésnél hasznosítható legyen. Néhány ezek közül így új életet kezdhet, például a Loos-en-Gohelle-i terület ellaposodott 11/19 maradványhalma. Ezzel szemben másokat szigorúan őriznek ökológiai értékükért. Ezeket az idő múlásával színes, néha tájidegen növény- és állatvilág népesíti be. Ez a sokféleség követi a bányászati kitermelést. Ha például a bányászok körte- vagy almacsutkáikat a csillékbe dobálták, a meddőhányót gyümölcsfák veszik birtokba. Megfigyelhető a francia lórom (Rumex scutatus) gyors terjedése is, melynek magjai a bányákban használt fenyő faanyag repedéseiben érkeztek a fejtés színhelyére. Továbbá sötét színük miatt a meddőhányók déli fele lényegesen melegebb környezeténél, ami hozzájárul a terület ökológiai sokféleségéhez. Így például Pinchonvalles meddőhányója Avionnál 200 különféle magasabb rendű növényfajnak ad otthont és néhány veszélyeztetett madárfaj is fészkel ott. Néhányukon szőlőt művelnek, mint a 7. számú meddőhányó esetében Mariemont-Bascoup szénbányászati körzetében Belgiumban, ahol évi 3000 liter bort állítanak elő.
Egyes meddőhányókat különféle sporttevékenységekhez használnak, például a 11/19 meddőhányókat Loos-en-Gohelle-nél vagy a már említett Nœux-les-Mines-nál lévőket téli sportokra (sí, szán), mihelyst a hó összetömörödik a domb oldalán. Belgiumban Bernissart-tól Blegny-ig egy hosszú gyalogutat nyitottak a meddőhányók mentén 2005-ben.
Az Egyesült Államokban a bányavállalatoknak tilos gazdátlan meddőhányókat hátrahagyniuk az 1977-es „külfejtés ellenőrzési és tájrehabilitációs törvény” hatályba lépése óta.

## Példák

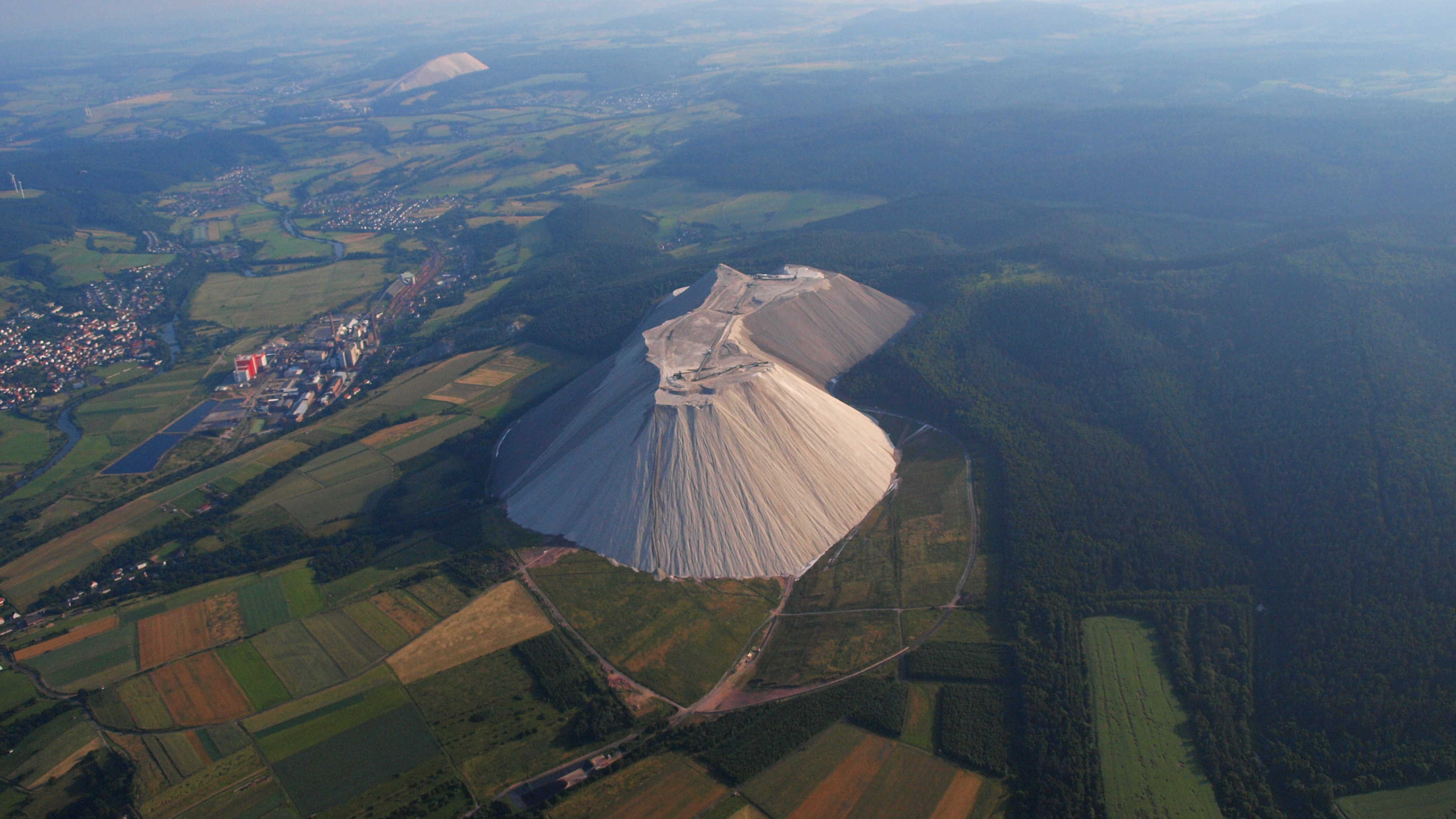
A „Monte Kali” vagy „Kalimanjaro” nevekkel illetett meddőhányó a németországi Heringenben

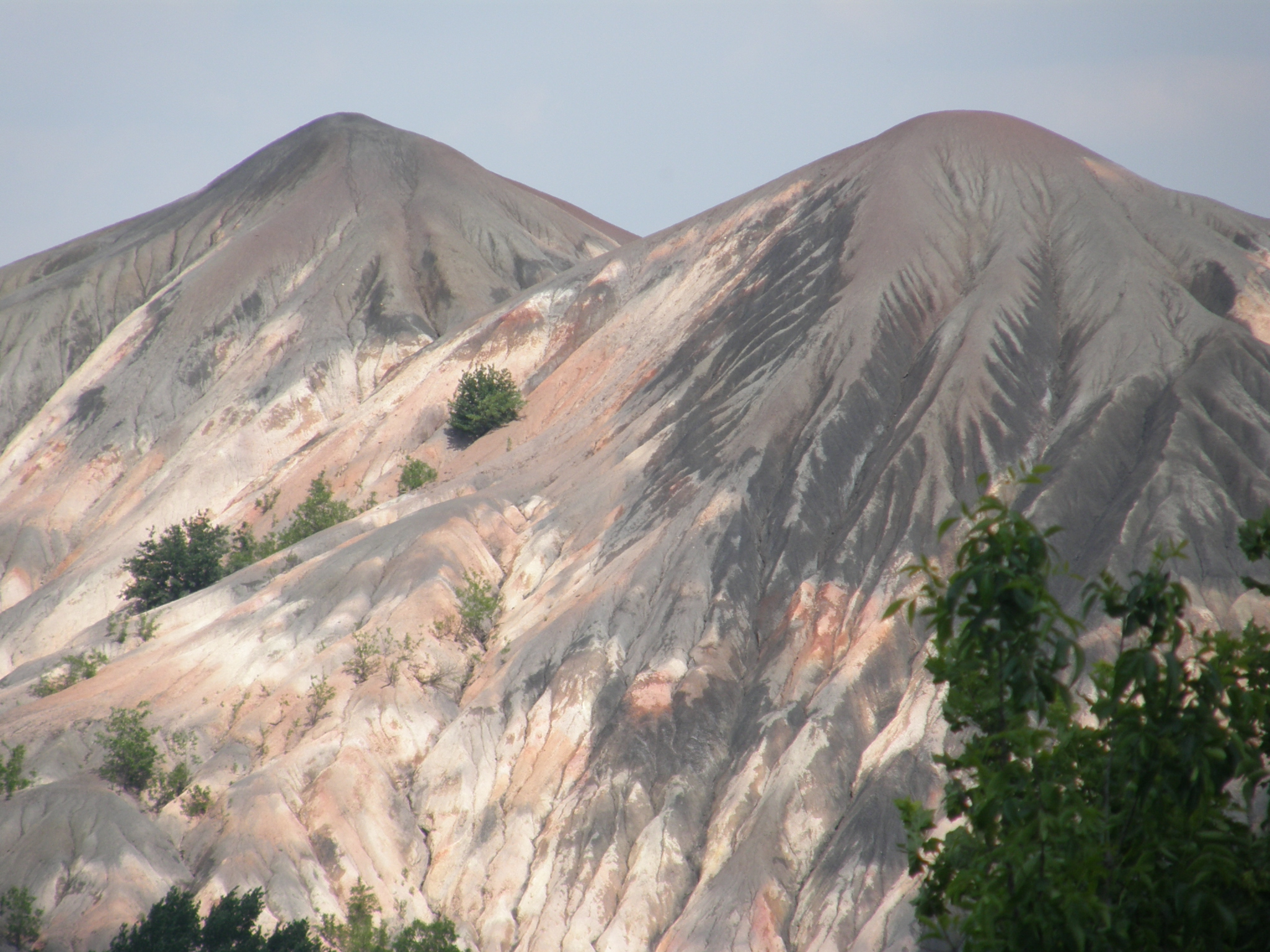
Meddőhányó az ukrajnai Doneckben

Az egyik legmagasabb – legalábbis Nyugat-Európában – a Loos-en-Gohelle-i az egykori Pas-de-Calais bányatelken (Franciaország). Ez egy öt kúpból álló sorozat, melyből kettő eléri a 180 méteres magasságot, meghaladva a környék legmagasabb csúcsát, a Mont Casselt Flandriában. Európa egyik meddőhányókkal legjobban „teleszemetelt” területe az ukrajnai Donyec-medence, különösen Doneck város körül, mely önmagában 130 darabbal büszkélkedhet, helyi elnevezésük terikon. A képen látható Heringeni meddőhányó káliumtartalmú kőzetek bányászatából származó meddőből épült és 200 méterre magasodik környezete fölé. A „La Muntanya de Sal” (Sóhegy) - egy másik káliumtartalmú kőzetek bányászata során épült meddőhányó a katalán Cardonában - megközelítőleg 120 m magas. Egy terebélyesebb és magasabb hányó is fekszik arrafelé Sallent-ben, az „El runam del Cogulló” („Demokrácia salakhegye” vagy „Sós hegy” néven is ismert), mely már meg is haladja névadójának, El Cogulló hegyének 474 méteres tengerszint feletti magasságát.

## Irodalmi feldolgozás
Richard Llewellyn 1939-es regényében, a Hová lettél, drága völgyünk?-ben ismerteti a walesi szénbányászat társadalmi és környezeti hatásait a századfordulón. A helyi bányászati meddőhányó a pusztulás közvetlen megtestesítője, mely végül beteríti az egész völgyet és szétzúzza Huw Morgan házát.

## Külső hivatkozások
- Videófelvétel a Gateside-i (Sanquhar, Skócia) szénbányászati meddőhányóról (angol)
- A 11/19 bányászati meddőhányó Loos-en-Gohelle-ben (francia)
- A szénmeddő fénnyé lesz 2004.10.08 (angol)
- Hulladék kőzet és ARD (savas csurgalékvíz) (angol)
- Lehetőségek a bányászati hulladékok hasznosítására Magyarországon

## Fordítás
Ez a szócikk részben vagy egészben  a   Spoil tip című angol Wikipédia-szócikk ezen változatának fordításán alapul.  Az eredeti cikk szerkesztőit annak laptörténete sorolja fel. Ez a jelzés csupán a megfogalmazás eredetét és a szerzői jogokat jelzi, nem szolgál a cikkben szereplő információk forrásmegjelöléseként.